# LQJR song
 (mai 2021).
LQJR song (aussi appelée OMG OMG) est une chanson québécoise aux paroles absurdes, ludiques et humoristiques qui fait le récit d'événements qui se déroulent lors d'une session de jeux en réseau communément appelé LAN Party.
La chanson a été popularisée par internet à partir de 2002 et se retrouve sur tous les programmes d'échanges de fichiers. Les paroles ont été composées et interprétées par Ludovic "Betaplux" Lachance à la suite de son premier LAN party. La musique de la chanson est "Eurodancer" de DJ Mangoo.